# ISO 3166-2:NZ
Die Liste der ISO-3166-2-Codes für  Neuseeland enthält die Codes für die 16 Regionen und eine special island authority.

Die Codes bestehen aus zwei Teilen, die durch einen Bindestrich voneinander getrennt sind. Der erste Teil gibt den Landescode gemäß ISO 3166-1 (für  Neuseeland NZ), der zweite den Code für die Region oder authority wieder.
Die aktuellen Codes stehen auf der Seite der ISO unter #iso:code:3166:NZ zur Verfügung.

Im Zuge der Änderungen vom November 2015 verloren die beiden Hauptinseln Neuseelands, die Nordinsel und die Südinsel, ihren ISO-3166-2-Code (NZ-N respektive NZ-S).

## Kodierliste
| Region             | Code   |
| ------------------ | ------ |
| Auckland           | NZ-AUK |
| Bay of Plenty      | NZ-BOP |
| Canterbury         | NZ-CAN |
| Chatham Islands 1  | NZ-CIT |
| Gisborne           | NZ-GIS |
| Hawke’s Bay        | NZ-HKB |
| Manawatū-Whanganui | NZ-MWT |
| Marlborough        | NZ-MBH |
| Nelson             | NZ-NSN |
| Northland          | NZ-NTL |
| Otago              | NZ-OTA |
| Southland          | NZ-STL |
| Taranaki           | NZ-TKI |
| Tasman             | NZ-TAS |
| Waikato            | NZ-WKO |
| Wellington         | NZ-WGN |
| West Coast         | NZ-WTC |